# 蓮見あすか
蓮見 あすか（はすみ あすか、1974年6月6日 - ）は、日本のAV女優。

## 略歴
- 大阪府出身。
- 2008年12月4日AV女優として「兄さんが晩酌してるその隙に 蓮見あすか」でデビュー。
- デビュー前に同人誌で小説を書いていたこともあり、現役AV女優として書く「エロ小説」を自身のサイトで掲載している。「黒沢あずさ」「ひなた」でも活動経験あり。

## 作品

### アダルトビデオ
2008年
- 『兄さんが晩酌してるその隙に 蓮見あすか』 (12/04、タカラ映像)

2009年
- 『浪速おんなのド根性エロ見せたるわ 蓮見あすか 36歳』 (03/09、現映社)
- 『人妻が熟れて我慢できない午後3時 25』 (03/10、クリスタル映像)…オムニバス作品 他出演:山口玲子ほか
- 『艶戯相姦～若義母の甘く危険な肉罠～』 (04/25、エマニエル)
- 『昼間から義弟のチ○ポでイカされて』 (07/15、タカラ映像)…オムニバス作品 他出演:黒木麻衣（花野真衣）ほか

### 雑誌
2008年
- ストリートシュガー（7月号）
- 週刊文春増刊（8月）
- Woo！A組（9月）
- 別冊本当にあったＨな話増刊（9月18日）
- 人妻快援隊（11月）